# Aerie
Aerie is een winkelketen en merk van damesondergoed van het Amerikaanse kledingbedrijf American Eagle Outfitters. Het merk werd in 2006 gelanceerd en richt zich voornamelijk op meisjes en vrouwen tussen 15 en 25 jaar. Daarmee gaat het de concurrentie aan met PINK van Victoria's Secret en GapBody van Gap. Naast beha's, slipjes en andere soorten lingerie, verkoopt Aerie ook nacht- en huiskleding, zwemkleding, sportkleding en accessoires. Aerie staat bekend om zijn beha's in kleine maten. Het merk heeft eigen winkels, maar wordt ook verkocht in American Eagle-winkels en in de American Eagle-webshop.
Aerie is internationaal bekend van de Aerie Real-campagne rond zelf- en lichaamsbeeld, gelanceerd in 2014. Het merk gebruikt niet langer supermodellen of Photoshop. Door mensen met diverse lichaamsvormen in beeld te brengen, hoopt het merk tienermeisjes en vrouwen een positiever zelfbeeld te gunnen. De zet had bovendien een positief effect op de verkoopcijfers van Aerie.